# Stazione di Parque Polvoranca
La stazione di Parque Polvoranca è una fermata ferroviaria di Leganés, sulla linea Madrid-Valencia de Alcántara.
Forma parte della linea C5 delle Cercanías di Madrid.
Si trova lungo calle de Arganda del Rey, nel comune di Leganés, nella Comunità di Madrid.

## Storia
La stazione è stata inaugurata nel mese di marzo del 2004.